# Camillo Rospigliosi (principe 1715)
Camillo Rospigliosi, III principe Rospigliosi e III duca di Zagarolo (Roma, 24 settembre 1715 – Roma, 22 aprile 1769), è stato un nobile italiano.

## Biografia
Figlio di Clemente Domenico Rospigliosi, II principe Rospigliosi e di sua moglie, Giustina Borromeo Arese, Camillo nacque a Roma nel 1715. Per parte di suo padre era imparentato con papa Clemente IX, mentre per parte di sua madre era imparentato coi cardinali San Carlo Borromeo e Federigo Borromeo.
Personaggio eccentrico ed anticonformista della vita dei salotti romani dell'epoca, si disinteressò completamente agli affari di famiglia anche quando, alla morte di suo padre nel 1752, venne investito dei titoli e dei possedimenti propri della sua famiglia, preferendo delegare al fratello minore Giovanni Battista (che nominerà suo erede universale nel suo testamento) il compito di proseguire la casata in quanto, per scelta personale, non si sposò mai.
Dedicò l'intera sua vita ai piaceri della vita di proprietario terriero, interessandosi attivamente dell'amministrazione agricola dei propri feudi di Zagarolo e Maccarese, organizzando sontuosi festeggiamenti e grandiosi ricevimenti sia a Roma sia in campagna (si ricorda a tal proposito uno dei primi usi privati dei fuochi d'artificio nel cortile del suo palazzetto sull'Esquilino). Parallelamente alle attività agricole, si dedicò con perizia anche all'allevamento di prestigiose e rare razze di cavalli da corsa, commissionando al pittore Giovanni Reder la rappresentazione di molti dei suoi cavalli migliori. Con uno dei suoi preferiti, volle addirittura essere rappresentato nel suo ritratto ufficiale che commissionò a Agostino Massucci nel 1737. Il suo favorito in assoluto fu Aquilino, di cui Reder realizzò un ritratto particolare, mentre un altro ritratto venne eseguito dal pittore Monaldi che ne ricavò anche un'incisione. Sempre al Reder commissionò inoltre un pregevole ciclo di pitture su tavola che documentano i festeggiamenti a casa Rospigliosi legati alle stagioni ed alla campagna che rappresentano ancora oggi una minuziosa descrizione delle tradizioni del mondo contadino dell'agro romano dell'epoca.
Morì a Roma il 22 aprile 1769.

## Albero genealogico
|                                                        |                                           |                                             | Genitori                                   |  |  | Nonni |  |  | Bisnonni                     |  |  | Trisnonni            |  |
|                                                        |                                           |                                             |                                            |  |  |       |  |  | Camillo Domenico Rospigliosi |  |  | Girolamo Rospigliosi |  |
|                                                        |                                           |                                             |                                            |  |  |       |  |  | Camillo Domenico Rospigliosi |  |  | Girolamo Rospigliosi |  |
|                                                        |                                           | Maddalena Caterina Rospigliosi              |                                            |  |  |       |  |  | Camillo Domenico Rospigliosi |  |  |                      |  |
| Giovanni Battista Rospigliosi, I principe Rospigliosi  |                                           |                                             |                                            |  |  |       |  |  | Camillo Domenico Rospigliosi |  |  |                      |  |
|                                                        |                                           | Lucrezia Cellesi                            | Teodoro Cellesi                            |  |  |       |  |  |                              |  |  |                      |  |
|                                                        |                                           | Lucrezia Cellesi                            | Teodoro Cellesi                            |  |  |       |  |  |                              |  |  |                      |  |
|                                                        |                                           | Lucrezia Cellesi                            | Caterina Vinta                             |  |  |       |  |  |                              |  |  |                      |  |
| Clemente Domenico Rospigliosi, II principe Rospigliosi |                                           | Lucrezia Cellesi                            |                                            |  |  |       |  |  |                              |  |  |                      |  |
|                                                        |                                           | Giovanni Stefano Pallavicini                | Niccolò Pallavicini                        |  |  |       |  |  |                              |  |  |                      |  |
|                                                        |                                           | Giovanni Stefano Pallavicini                | Niccolò Pallavicini                        |  |  |       |  |  |                              |  |  |                      |  |
|                                                        |                                           | Giovanni Stefano Pallavicini                | Maria de Candia Lomellini                  |  |  |       |  |  |                              |  |  |                      |  |
| Maria Camilla Pallavicini                              |                                           | Giovanni Stefano Pallavicini                |                                            |  |  |       |  |  |                              |  |  |                      |  |
|                                                        |                                           | Livia de' Franchi Toso                      | Giacomo De Franchi Toso                    |  |  |       |  |  |                              |  |  |                      |  |
|                                                        |                                           | Livia de' Franchi Toso                      | Giacomo De Franchi Toso                    |  |  |       |  |  |                              |  |  |                      |  |
|                                                        |                                           | Livia de' Franchi Toso                      | Maria Giustiniani Longo                    |  |  |       |  |  |                              |  |  |                      |  |
| Camillo Rospigliosi, III principe Rospigliosi          |                                           | Livia de' Franchi Toso                      |                                            |  |  |       |  |  |                              |  |  |                      |  |
|                                                        | Renato II Borromeo, IV marchese di Angera | Carlo III Borromeo, III marchese di Angera  |                                            |  |  |       |  |  |                              |  |  |                      |  |
|                                                        | Renato II Borromeo, IV marchese di Angera | Carlo III Borromeo, III marchese di Angera  |                                            |  |  |       |  |  |                              |  |  |                      |  |
|                                                        | Renato II Borromeo, IV marchese di Angera | Isabella d'Adda                             |                                            |  |  |       |  |  |                              |  |  |                      |  |
| Carlo Borromeo Arese, V marchese di Angera             | Renato II Borromeo, IV marchese di Angera |                                             |                                            |  |  |       |  |  |                              |  |  |                      |  |
|                                                        |                                           | Giulia Arese                                | Bartolomeo III Arese                       |  |  |       |  |  |                              |  |  |                      |  |
|                                                        |                                           | Giulia Arese                                | Bartolomeo III Arese                       |  |  |       |  |  |                              |  |  |                      |  |
|                                                        |                                           | Giulia Arese                                | Lucrezia Homodei                           |  |  |       |  |  |                              |  |  |                      |  |
| Giustina Borromeo Arese                                |                                           | Giulia Arese                                |                                            |  |  |       |  |  |                              |  |  |                      |  |
|                                                        |                                           | Maffeo Barberini, II principe di Palestrina | Taddeo Barberini, I principe di Palestrina |  |  |       |  |  |                              |  |  |                      |  |
|                                                        |                                           | Maffeo Barberini, II principe di Palestrina | Taddeo Barberini, I principe di Palestrina |  |  |       |  |  |                              |  |  |                      |  |
|                                                        |                                           | Maffeo Barberini, II principe di Palestrina | Anna Colonna                               |  |  |       |  |  |                              |  |  |                      |  |
| Camilla Barberini                                      |                                           | Maffeo Barberini, II principe di Palestrina |                                            |  |  |       |  |  |                              |  |  |                      |  |
|                                                        |                                           | Olimpia Giustiniani                         | Andrea Giustiniani, I principe di Bassano  |  |  |       |  |  |                              |  |  |                      |  |
|                                                        |                                           | Olimpia Giustiniani                         | Andrea Giustiniani, I principe di Bassano  |  |  |       |  |  |                              |  |  |                      |  |
|                                                        |                                           | Olimpia Giustiniani                         | Anna Maria Flaminia Pamphilj               |  |  |       |  |  |                              |  |  |                      |  |
|                                                        |                                           | Olimpia Giustiniani                         |                                            |  |  |       |  |  |                              |  |  |                      |  |